# 175-та бригада управління (РФ)
175-я Лунинецько-Пінська ордена Олександра Невського і двічі ордена Червоної Зірки бригада управління — формування Військ зв'язку Збройних сил Російської Федерації.
Умовне найменування — Військова частина № 01957 (в/ч 01957). Скорочена найменування — 175 бру.
Формування входить до складу Південного військового округу. Пункт постійної дислокації — місто Аксай Ростовської області.

## Історія
З'єднання спочатку було сформовано 1941 року як полк зв'язку в місті Бугульма. За взяття Пінська й Лунинця присвоєно почесне найменування «Лунинецько-Пінський».
У 1992 році полк переформовано на 175-ту бригаду зв'язку (вузлову).
У 2009 році переформована га бригаду управління.

### Російсько-українська війна
У вересні 2016 російські військовослужбовці 175-ї бригади управління були зафіксовані з комплексом СПР-2М «Ртуть-БМ» в Антрацитівському районі на Луганщині.

## Опис
Бригада управління виконує спеціальні завдання по організації відеотрансляції та відеоконференції між органами військового управління та штабом військового округу. Займається організацією зв'язку на цифрових та УКХ-радіостанціях Р-166-0,5, радіорелейними Р-419МП «Андромеда-Д», тропосферних й супутникових станціях та комплексах, у тому числі на мобільному комплексі зв'язку П-260Т «Редут-2УС», в умовах дії засобів радіоелектронної боротьби умовного противника.